# Sandgate
Sandgate ist ein Dorf und ein Civil Parish in der Grafschaft Kent, England. Die Gemeinde hatte im Jahr 2011 4.639 Einwohner und gehört verwaltungstechnisch zum Distrikt Folkestone and Hythe. Der Ort liegt direkt an der Ärmelkanalküste.
Wegen der strategischen Lage direkt am Kanal in der Nähe zu Frankreich, wurden in Sandgate verschiedene Verteidigungsanlagen gebaut, unter anderem sechs Martello-Türme und das Sandgate Castle.

## Geschichte
Von 1901 bis 1909 lebte H. G. Wells, während er zu seinem weltweiten Ruhm kam, in Sandgate. 1922 wurde die britische Schauspielerin Hattie Jacques in Sandgate geboren. Ab 1934 war Sandgate ein Teil von Folkestone, bildet aber seit 2004 wieder eine eigene Gemeinde.

## Städtepartnerschaften
- Sangatte, Frankreich